# Habrochroma reducta
Habrochroma reducta là một loài bướm đêm thuộc phân họ Arctiinae, họ Erebidae.